# Cholet Agglo Tour
La Cholet Agglo Tour, conosciuto fino al 2023 Cholet-Pays de la Loire, è una corsa in linea maschile di ciclismo su strada che si svolge nella regione dei Paesi della Loira, in Francia, ogni anno in marzo. Dal 2005 fa parte del calendario dell'UCI Europe Tour nella classe 1.1.

## Storia
La corsa venne creata nel 1978 da Paul Thomas, sotto la denominazione di Mauléon-Moulins: all'epoca la sede era differente, la gara si svolgeva infatti nel dipartimento di Deux-Sèvres, nel Poitou-Charentes. Già riservata a corridori professionisti e inserita nel calendario nazionale francese, divenne ufficialmente gara internazionale nel 1983.
Nel 1990 la competizione venne trasferita a Cholet, nel dipartimento del Maine e Loira, assumendo una nuova denominazione, usata fino al 2016, Cholet-Pays de Loire. È stata una delle corse che compongono la Coppa di Francia sin dal 1992, anno in cui la Federciclismo francese istituì tale circuito multi-prova, fino al 2016; dal 2005 la Cholet-Pays de Loire è peraltro inserita nel calendario dell'UCI Europe Tour, nella classe 1.1. Essendo generalmente disputata il giorno dopo la Milano-Sanremo, in marzo, la gara si è guadagnata il soprannome di "Primavera del Mauges".

## Albo d'oro
Aggiornato all'edizione 2025.
| Anno                                 | Vincitore                             | Secondo                               | Terzo                                 |
| Grand Prix de Mauléon-Moulins        |                                       |                                       |                                       |
| ------------------------------------ | ------------------------------------- | ------------------------------------- | ------------------------------------- |
| 1978                                 | Jacques Bossis                        | Roger Legeay                          | Yves Daniel                           |
| 1979                                 | Pierre Bazzo                          | Pierre-Raymond Villemiane             | Jean-Louis Gauthier                   |
| 1980                                 | Roger Legeay                          | René Bittinger                        | Robert Alban                          |
| 1981                                 | Roger Legeay                          | Jacques Bossis                        | Pierre-Henri Menthéour                |
| 1982                                 | Pierre Bazzo                          | Frédéric Brun                         | Cédric Vanoverschelde                 |
| 1983                                 | Eric Dall'Armelina                    | Francis Castaing                      | Serge Beucherie                       |
| 1984                                 | Pascal Poisson                        | Yves Beau                             | Éric Bonnet                           |
| 1985                                 | Marc Madiot                           | Jean-Claude Leclercq                  | Jacques Bossis                        |
| 1986                                 | Dominique Lecrocq                     | Philippe Louviot                      | Régis Clère                           |
| 1987                                 | Frédéric Garnier                      | Martial Gayant                        | Thomas Wegmüller                      |
| Grand Prix de Cholet-Mauléon-Moulins |                                       |                                       |                                       |
| 1988                                 | Patrick Onnockx                       | Chris Sharmin                         | Christophe Lavainne                   |
| 1989                                 | Franck Boucanville                    | Dirk Dekker                           | Joseph Bafcop                         |
| Cholet-Pays de Loire                 |                                       |                                       |                                       |
| 1990                                 | Kim Andersen                          | Brian Walton                          | Thierry Bourguignon\|                 |
| 1991                                 | Sammie Moreels                        | Johan Bruyneel                        | Wiebren Veenstra                      |
| 1992                                 | Laurent Desbiens                      | Serge Baguet                          | Jean-Cyril Robin                      |
| 1993                                 | Marc Bouillon                         | Bart Leysen                           | Michel Vanhaecke                      |
| 1994                                 | Laurent Madouas                       | Christophe Leroscouet                 | Patrick Van Roosbroeck                |
| 1995                                 | Frank Vandenbroucke                   | Sammie Moreels                        | Thierry Bourguignon                   |
| 1996                                 | Stéphane Heulot                       | Adriano Baffi                         | Laurent Desbiens                      |
| 1997                                 | Jaan Kirsipuu                         | Lauri Aus                             | Ludovic Auger                         |
| 1998                                 | Jaan Kirsipuu                         | Pascal Lino                           | Mario Manzoni                         |
| 1999                                 | Jaan Kirsipuu                         | Juris Silovs                          | Rik Verbrugghe                        |
| 2000                                 | Jens Voigt                            | David Moncoutié                       | Hendrik Van Dijck                     |
| 2001                                 | Florent Brard                         | Laurent Brochard                      | Niko Eeckhout                         |
| 2002                                 | Jimmy Casper                          | Franck Bouyer                         | Wim Vansevenant                       |
| 2003                                 | Christophe Mengin                     | Franck Bouyer                         | Laurent Lefèvre                       |
| 2004                                 | Bert De Waele                         | Didier Rous                           | Thor Hushovd                          |
| 2005                                 | Pierrick Fédrigo                      | Alberto Benito Guerreiro              | Jimmy Engoulvent                      |
| 2006                                 | Chris Sutton                          | Niko Eeckhout                         | Lilian Jégou                          |
| 2007                                 | Stéphane Augé                         | Stéphane Pétilleau                    | Janek Tombak                          |
| 2008                                 | Janek Tombak                          | Bert De Waele                         | Émilien-Benoît Bergès                 |
| 2009                                 | Juan José Haedo                       | Jimmy Casper                          | Alexandre Pichot                      |
| 2010                                 | Leonardo Duque                        | Matthieu Ladagnous                    | Klaas Lodewyck                        |
| 2011                                 | Thomas Voeckler                       | Tony Gallopin                         | Benjamin Giraud                       |
| 2012                                 | Arnaud Démare                         | Laurent Mangel                        | Mickaël Delage                        |
| 2013                                 | Damien Gaudin                         | Marcel Wyss                           | Rein Taaramäe                         |
| 2014                                 | Tom Van Asbroeck                      | Sébastien Delfosse                    | Sébastien Turgot                      |
| 2015                                 | Pierrick Fédrigo                      | Jon Ander Insausti                    | Baptiste Planckaert                   |
| 2016                                 | Rudy Barbier                          | Baptiste Planckaert                   | Yannis Yssaad                         |
| 2017                                 | non disputata                         |                                       |                                       |
| Cholet-Pays de la Loire              |                                       |                                       |                                       |
| 2018                                 | Thomas Boudat                         | Hugo Hofstetter                       | Roy Jans                              |
| 2019                                 | Marc Sarreau                          | Bryan Coquard                         | Thomas Boudat                         |
| 2020                                 | annullata per la Pandemia di COVID-19 | annullata per la Pandemia di COVID-19 | annullata per la Pandemia di COVID-19 |
| 2021                                 | Elia Viviani                          | Jon Aberasturi                        | Pierre Barbier                        |
| 2022                                 | Marc Sarreau                          | Emmanuel Morin                        | Piet Allegaert                        |
| 2023                                 | Laurence Pithie                       | Anthony Perez                         | Lorrenzo Manzin                       |
| Cholet Agglo Tour                    |                                       |                                       |                                       |
| 2024                                 | Paul Lapeira                          | Alexis Renard                         | Tom Van Asbroeck                      |
| 2025                                 | Lukáš Kubiš                           | Benjamin Thomas                       | Niklas Larsen                         |